# أسطرلاب

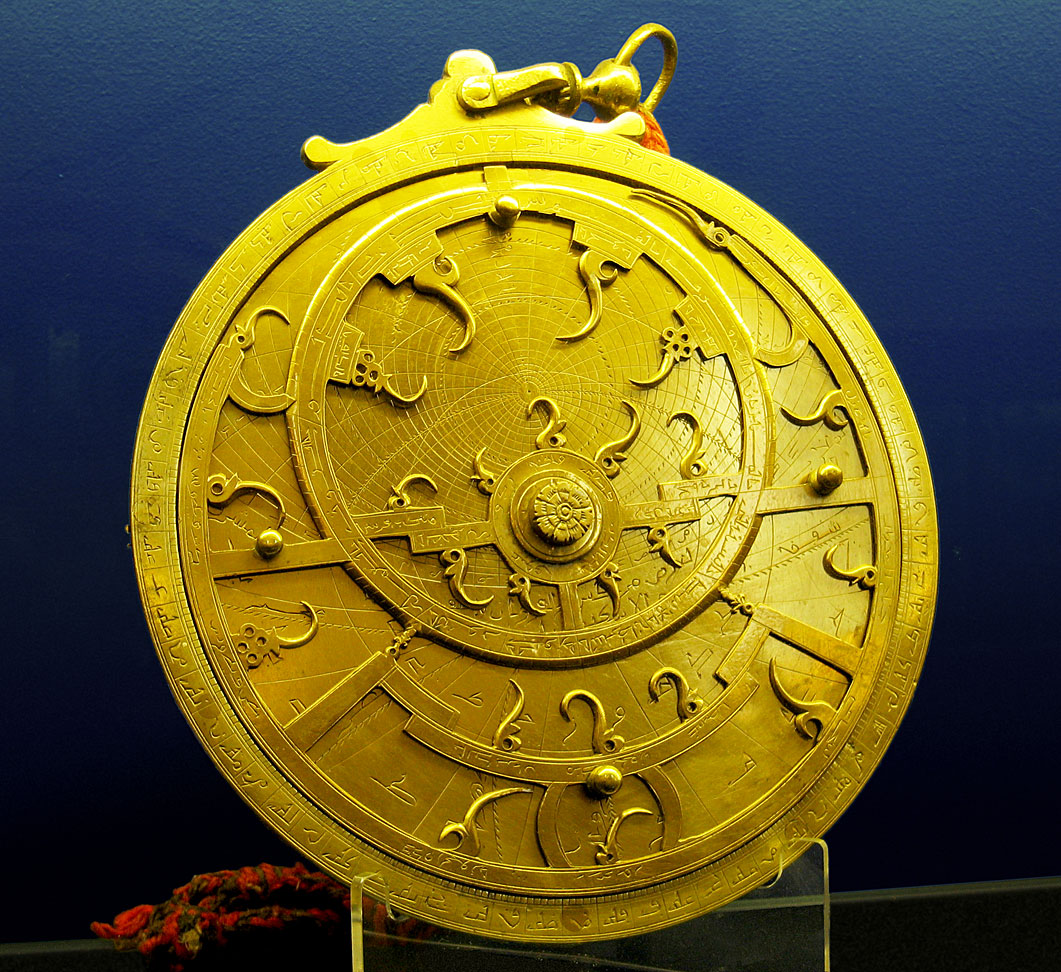
أسطرلاب يعود للقرن الثامن عشر.

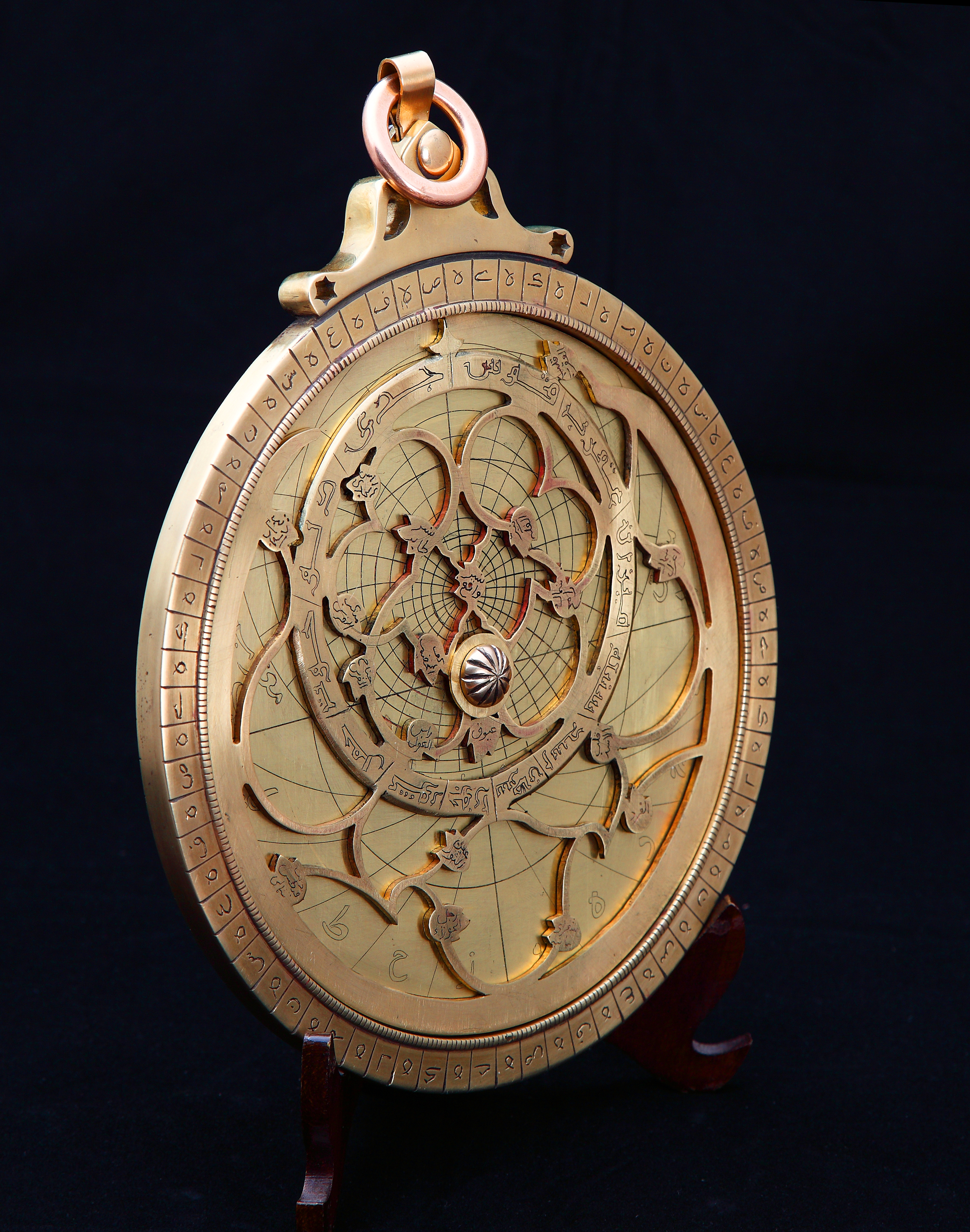
أسطرلاب من القرن الثاني عشر من صنع یعقوب کوشان فی تبريز.

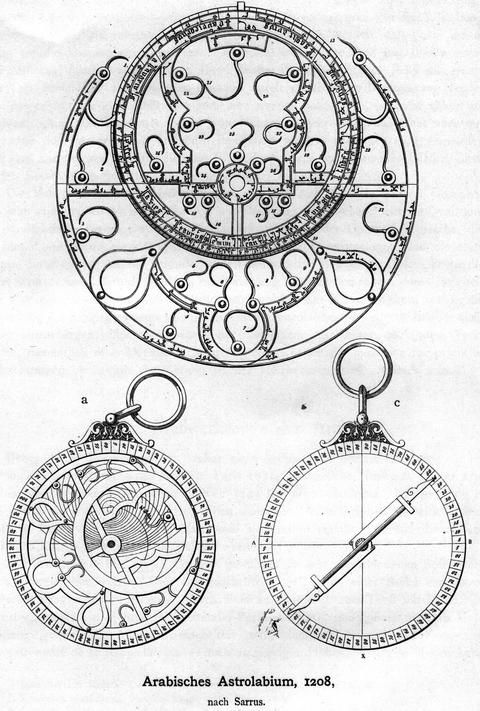
أسطرلاب عربي من عام 1208.

الأَسْطُرلاب (الجمع: أَسْطُرْلَابَات)، ويقال له أيضًا الأصْطُرلاب أو آخذ النجوم، والأخيرة ترجمة مباشرة من الأصل اليوناني، هو آلة فلكية قديمة وأطلق عليه العرب ذات الصفائح. وهو نموذج ثنائي البعد للقبة السماوية، وهو يظهر كيف تبدو السماء في مكان محدد عند وقت محدد. وقد رسمت السماء على وجه الأسطرلاب بحيث يسهل إيجاد المواضع السماوية عليه. بعض الأسطرلابات صغيرة الحجم وسهلة الحمل، وبعضها ضخم يصل قطر بعضها إلى عدة أمتار.
وقد كانت الأسطرلابات حواسيباً فلكية في وقتها، فقد كانت تحل المسائل المتعلقة بأماكن الأجرام السماوية، مثل الشمس والنجوم، والوقت أيضًا. وقد كانت ساعات جيب لعلماء الفلك في القرون الوسطى. وقد تمكنوا أيضا من قياس ارتفاع الشمس في السماء، وهذا مكنهم من تقدير الوقت في النهار أو الليل، كما يمكنهم من تحديد وقت بزوغ الشمس أو تكبد النجوم. وقد طبع على ظهر الأسطرلاب جداولاً مبتكرة مكنتهم من هذه الحسابات. ويمكن لهذه الجداول أن تحتوي على معلومات عن منحنيات لتحويل الوقت، ومقومة لتحويل اليوم في الشهر إلى مكان للشمس في دائرة البروج، ومقاييس مثلثية وتدريجات لـ 360 درجة.

## التأثيل
لكلمة الأسطرلاب أصل يونانيّ من astron أي كوكب وlambauo أي أخذ وكان الفلكيون القدماء يعرفون حركة الكواكب بهذه الآلة ويعينون موضعه ويقيسون ارتفاعه.

## أصل الأسطرلاب

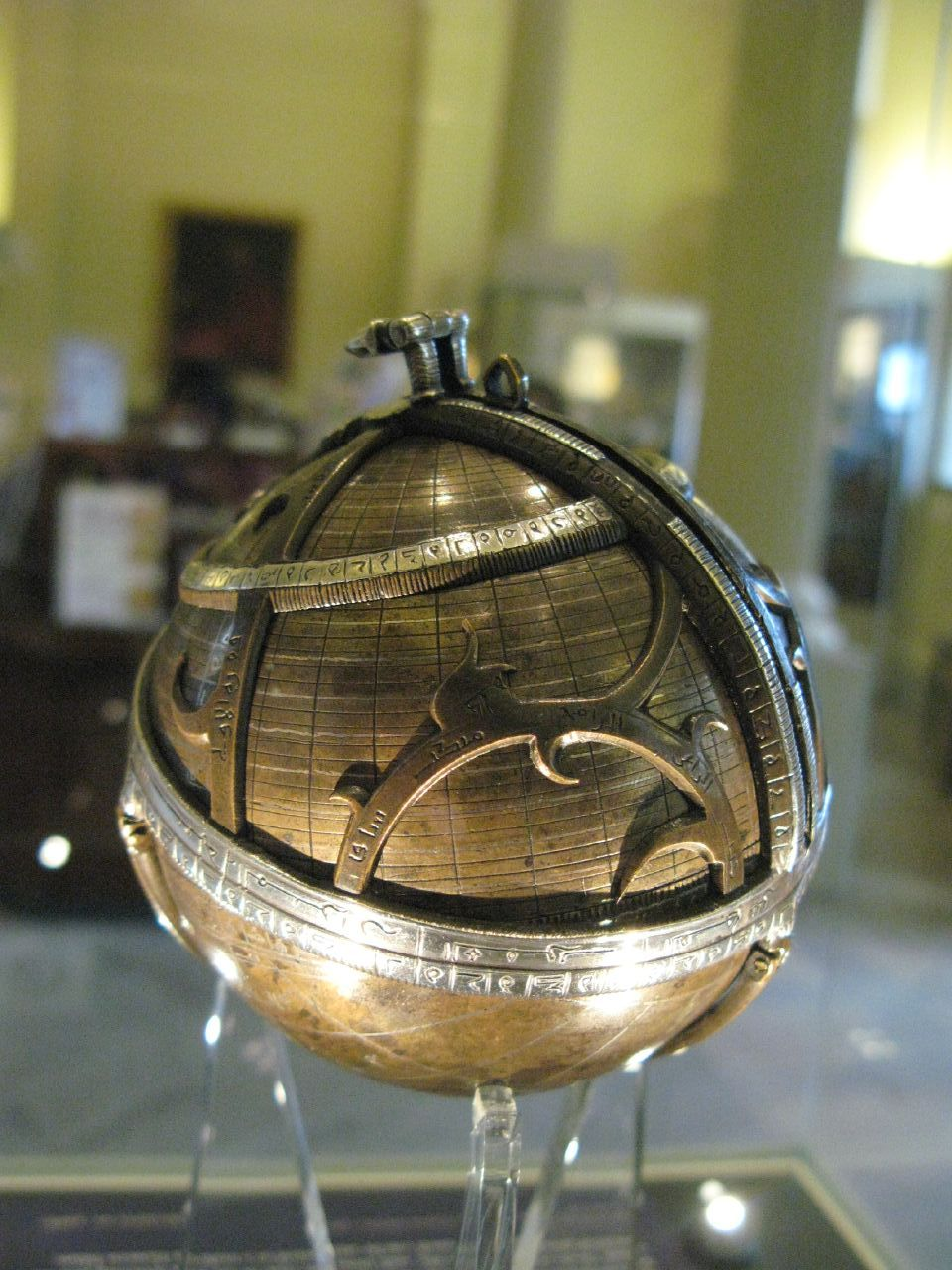
أسطرلاب كروي

لا يصح مصدر صحيح عن أصل مخترع هذه الآلة، ولكن ذكر ابن النديم أنَّ الفزاري (ت نحو 180هـ/ 796م): (هو أول من عمل في الإسلام إسطرلابًا، وعمل إسطرلابًا مبطحًا ومسطحًا). وسرعان ما طور العلماء العرب الإسطرلاب المسطَّح، فجعله السِّجزيُّ (المتوفي في عام 477هـ/ 1084م) زورقًا ذا قُطبين بدلاً من قطب واحد، وكذلك طورهُ العالم البيروني والزرقالي (المتوفي في عام 480هـ/ 1087م)، وقد استخدم الإسطرلاب في قياس الزوايا والارتفاعات، ولقد كتب "ثيون الإسكندري" عن الأسطرلاب في القرن الرابع قبل الميلادي، وكتب ساويرا سابوخت دراسة حول آلة الإسطرلاب الفلكية، حيث تضمنت دراسته 25 فصلاً أسهب فيها في شرح كيفية قياس حركات الأجرام السماوية . وقد طور علماء الفلك المسلمون الأسطرلاب تطويرا كاملا في العهد الإسلامي بسبب حاجتهم لتحديد أوقات الصلاة واتجاه مكة. وقد بقي الأسطرلاب مستخدما على نحو شائع حتى سنة 1800م. وهناك كتاب فقد أصله اليوناني ولكن نسخته العربية موجودة لحسن الحظ، ورجع البعض أن مخترع الاسطرلاب بشكله المعروف هو ابن الشاطر العالم الدمشقي. وممن كتبوا عنه من اليونانيين أيضا يوحنا النحوي في القرن السادس الميلادي، وقد كتب كتابا عن الأسطرلاب المسطح بطلميوس صاحب المجسطى وعرفنا من اليعقوبي المؤرخ. وهناك كتابات باللغة السريانية حول الأسطرلاب ترجع إلى القرن السابع الميلادي وتنسب إلى سفيروس سيبوخت. على الرغم من كل هذا فإن هناك من ينسب هذا الاختراع إلى أبو إسحق إبراهيم الفزارى في القرن الثامن الميلادي ، ولكن من المؤكد أن العرب هم أول من طوروا الاسطرلاب وأضافوا إلى المعرفة الإنسانية الكثير حوله، ومن الكتابات المشهورة عند العرب في هذا الشأن كتابات عبد الرحمن بن عمر الصوفي وهو كتاب العمل بالأسطرلاب ومنها الكتاب الكبير في عمل الأسطرلاب، وهو موجود وتم تحقيقه، وهناك باحثة يونانية كتبت رسالة دكتوراه في جامعة باريس (بالفرنسية والإنجليزية) عن الأسطرلاب وجهد عبد الرحمن الصوفي في ذلك، بل وحققت بعض أعماله، واسمها فلورا كفافيا.
وقد اخترعت مريم الاسطرلابي الأسطرلاب المعقد
كان الأسطرلاب يستخدم في الملاحة العربية لتعيين زوايا ارتفاع الأجرام السماوية بالنسبة للأفق في أي مكان لحساب الوقت والبعد عن خط الاستواء. يتكون الاسطرلاب من العديد من القطع منها العنكبوت وهي قطعة كانت تمثل مدار الشمس في دائرة البروج وتجد أيضا بها النجوم وكذلك الصفيحة وهي القطعة التي كانت توضع عليها دوائر الارتفاع والسموت ومواقيت الصلاة والمنازل الاثنى عشر وغيرها الكثير وهناك قطعة كانت تسمى الام حيث كانت تحتوى جميع القطع والعضادة والفرس. تقسم الدائرة لدرجات لتعيين زوايا ارتفاع النجم أو الشمس لتحديد موقعه.

## تاريخ الأسطرلاب

### العالم القديم
اختُرع الإسطرلاب المبكر في الحضارة الهلنستية على يد أبلونيوس البرغاوي Apollonius of Perga بين عامي 220 و150 قبل الميلاد، وغالبًا ما ينسب إلى أبرخش. كان الإسطرلاب يتكون من نصفين للكرة الأرضية وديبوتر (وحدة قياس قوة العدسة)، وهو آلة حاسبة تناظرية قادرة على حل العديد من أنواع المشاكل المختلفة في علم الفلك الكروي. كتب ثيون الأسكندري (c. 335 - c. 405) أطروحة مفصلة عن الأسطرلاب، وجادل لويس بأن بطليموس استخدم إسطرلابًا لتسجيل الملاحظات الفلكية في تيترابيبلوس. ينسب اختراع إسطرلاب الطائرة أحيانًا بالخطأ إلى ابنة هيون هيباتيا (من مواليد حوالي 350-370 ؛ والمُتوفاة في عام 415 م)، ولكنه في الواقع معروف أن سبق استخدامه قبل 500 سنة على الأقل قبل ولادة هيباتيا. يأتي سوء التسمية من سوء تفسير لبيان في خطاب كتبه سينيسيوس تلميذ هيباتيا (من مواليد حوالي 373 ميلاديًا- والمُتوفى 414 ميلاديًا) والذي يذكر أن هيباتياعلمته كيفية بناء إسطرلاب الطائرة، لكنه لا يذكر شيئًا عن أنها اخترعته بنفسها.
استمر استخدام الأسطرلاب في العالم الناطق باليونانية طوال فترة الإمبراطورية البيزنطية. وفي حوالي 550 ميلاديًا، كتب الفيلسوف المسيحي يوحنا النحوي مقالة عن الأسطرلاب باللغة اليونانية، وهي أقدم رسالة موجودة على الصك. قام أسقف بلاد ما بين النهرين ساويرا سابوخت أيضًا بكتابة مقالة حول الأسطرلاب باللغة السريانية في منتصف القرن السابع الميلادي يشير سيبوكت إلى الأسطرلاب باعتباره مصنوعًا من النحاس الأصفر في مقدمة رسالته، مشيرًا إلى أن الأسطرلاب المعدني كان معروفًا في الشرق المسيحي قبل أن يتم تطويره في العالم الإسلامي أو في الغرب اللاتيني.

## تركيب الأسطرلاب

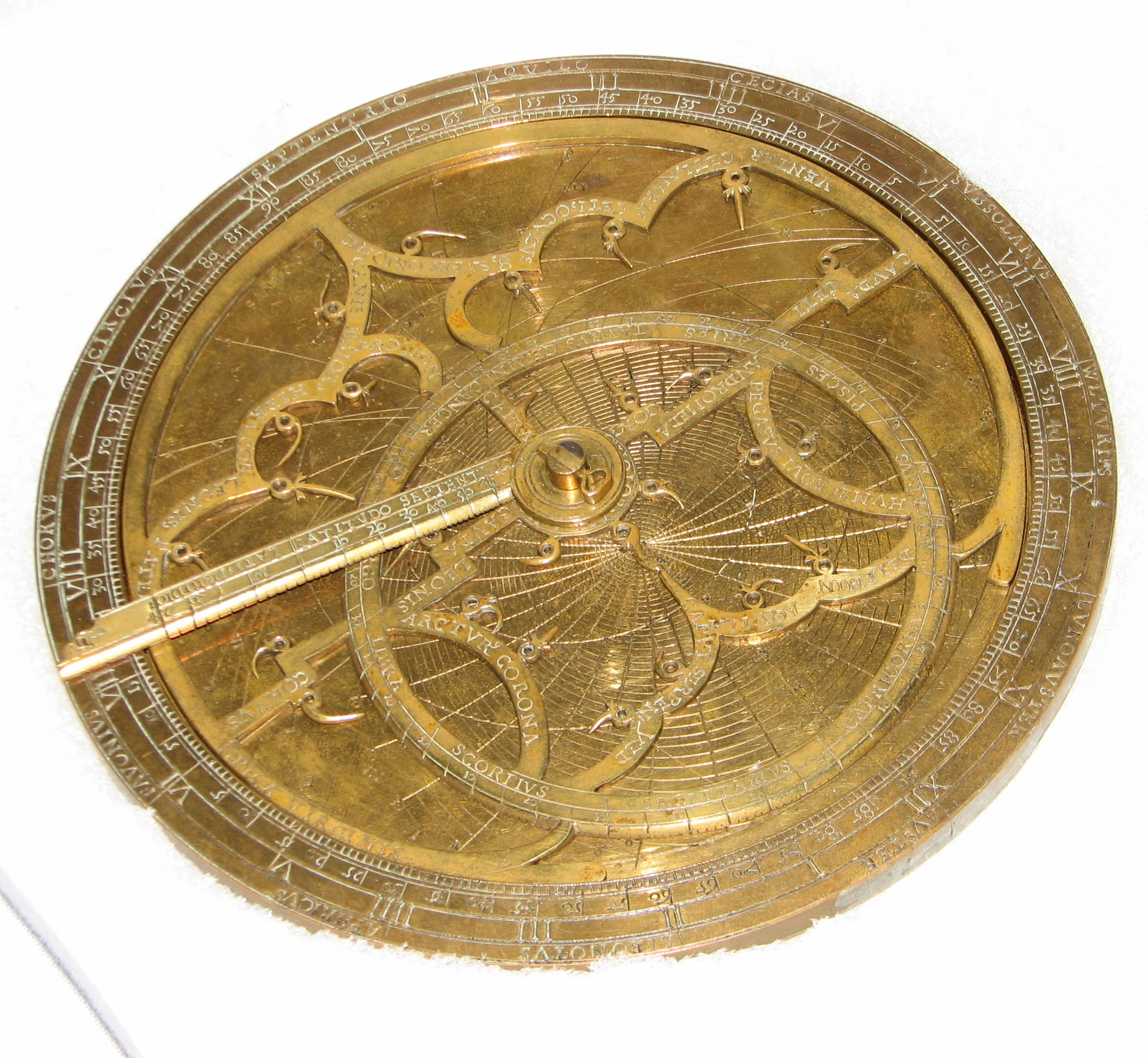
اسطرلاب هارتمان في مجموعة جامعة ييل. هذا الصك يدل على ريتينه والحكم.

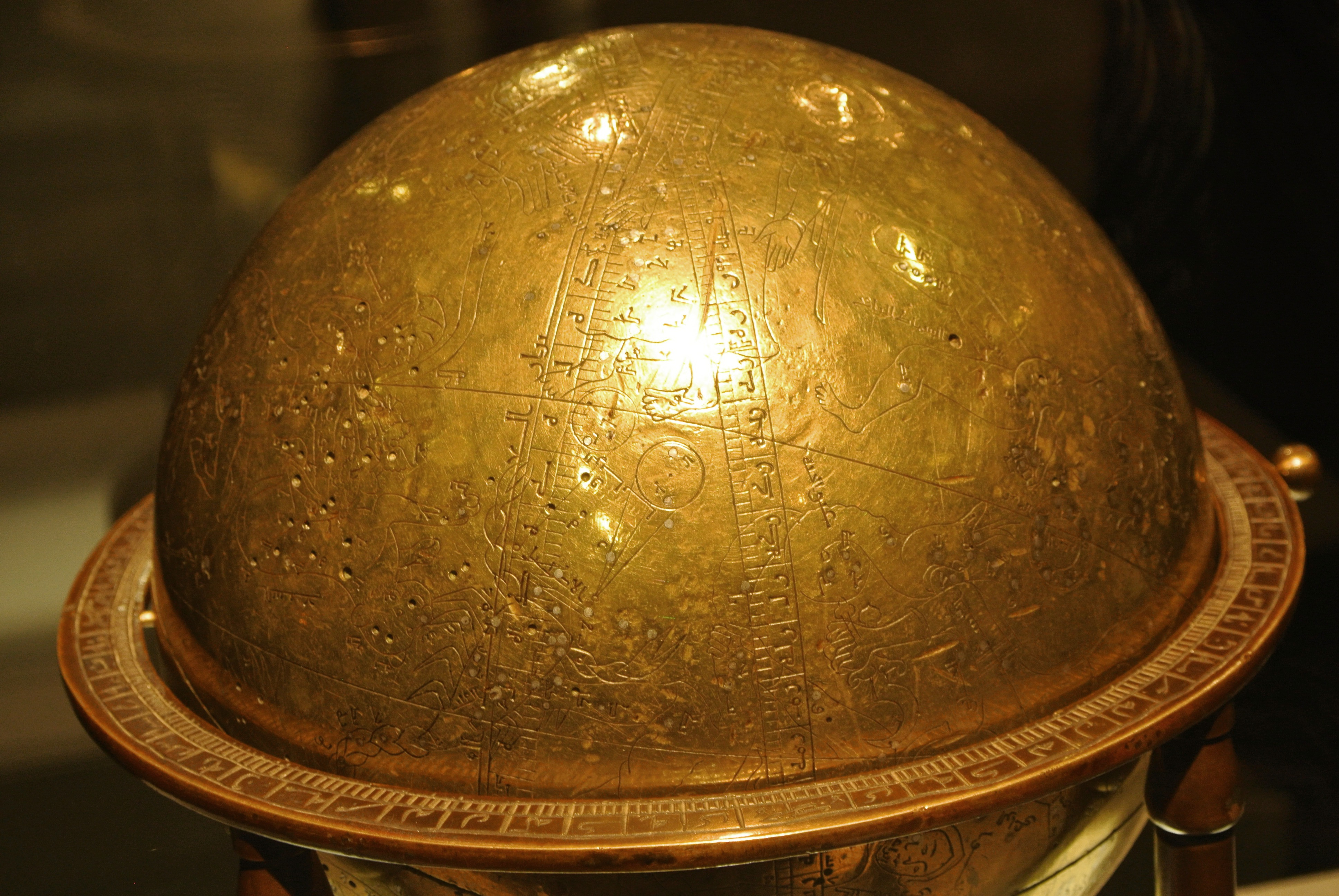
القبة السماوية، بأصفهان في إيران 1144. يظهر هذا النموذج في متحف اللوفر، وهو ثالث أقدم أسطرلاب موجود في العالم.

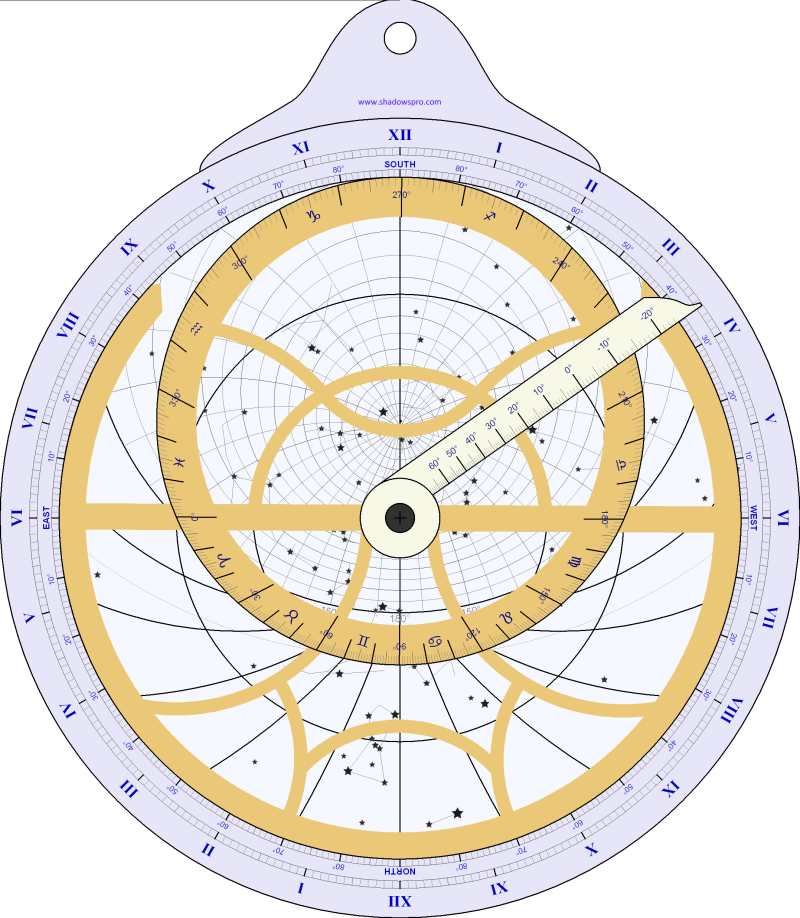
أسطرلاب سطحي معتمد على الكمبيوتر.

يتكون الإسطرلاب من قرص يدعى الأم، وهو عميق بما يكفي لاحتواء واحد أو أكثر من الألواح المسطحة التي تسمى الطبلة، أو المناخات. يُشير الطبل لدائرة عرض معينة وهو محفور بإسقاط دوائر مجسّمة تدل على السمت والارتفاع ويمثل الجزء من القبة السماوية أعلاه الأفق المحلي. عادةً ما يتم تخريج حافة الأم إلى ساعات من الزمن أو درجات القوس، أو كليهما.
توجد الريشة فوق الأم والطبل، وهي إطار يتحمل إسقاطًا من مسار الشمس والعديد من المؤشرات التي تشير إلى مواقع النجوم الساطعة، والتي تكون حرة الدوران. وغالبًا ما تكون هذه المؤشرات مجرد نقاط بسيطة، ولكن اعتمادًا على مهارة الحرفي يمكن أن تكون متقنة وفنية للغاية. توجد أمثلة من الإسطرلاب ذات المؤشرات الفنية في شكل كرات، ونجوم، وثعابين، ويدين، ورؤوس كلاب، وأوراق الشجر، وغيرها. غالبًا ما تُحفر أسماء النجوم المشار إليها على المؤشرات باللغة العربية أو اللاتينية. تتمتع بعض تصاميم الأسطرلاب بقاعدة ضيقة أو مسطرة تدور فوق الأم، والتي يمكن تمييزها بمقياس الميل.
تعمل الشارة، التي تمثل السماء، كخارطة للنجوم. عندما يتم تدويرها، تتحرك النجوم ومسار الشمس فوق إسقاط الإحداثيات على الطبل. يتوافق تناوب كامل واحد مع مرور يوم واحد. وبالتالي، يُعتبر الأسطرلاب سلفًا لخلفية الأرض الحديثة.
غالبا ما يكون هناك العديد من المقاييس المفيدة في تطبيقات الأسطرلاب المختلفة على الجزء الخلفي من الأم. يختلف ذلك من مصمم إلى مصمم، ولكن قد يشمل منحنيات لتحويلات الوقت، وتحويل التقويم لتحويل اليوم من الشهر إلى موضع الشمس على مسار الشمس، وجداول المثلثات، وتخريج 360 درجة حول الحافة الخلفية. تُثبت عضادة على الوجه الخلفي. يمكن رؤية العضادة في التوضيح السفلي الأيمن من الإسطرلاب الفارسي أعلاه. عندما يُحمل الأسطرلاب رأسيًا، يمكن أن تدور العضادة وأن تشاهد الشمس أو النجم على طوله، بحيث يمكن قراءة ارتفاعه بدرجات («مأخوذة») من الحافة المتدرجة للأسطرلاب؛ ومن هنا حاءت جذور الكلمة اليونانية: "astron" (ἄστρον) = star + "lab-" (λαβ-) = to take. والتي تعني معمل النجوم المأخوذة.

## كتبفي أسطرلاب

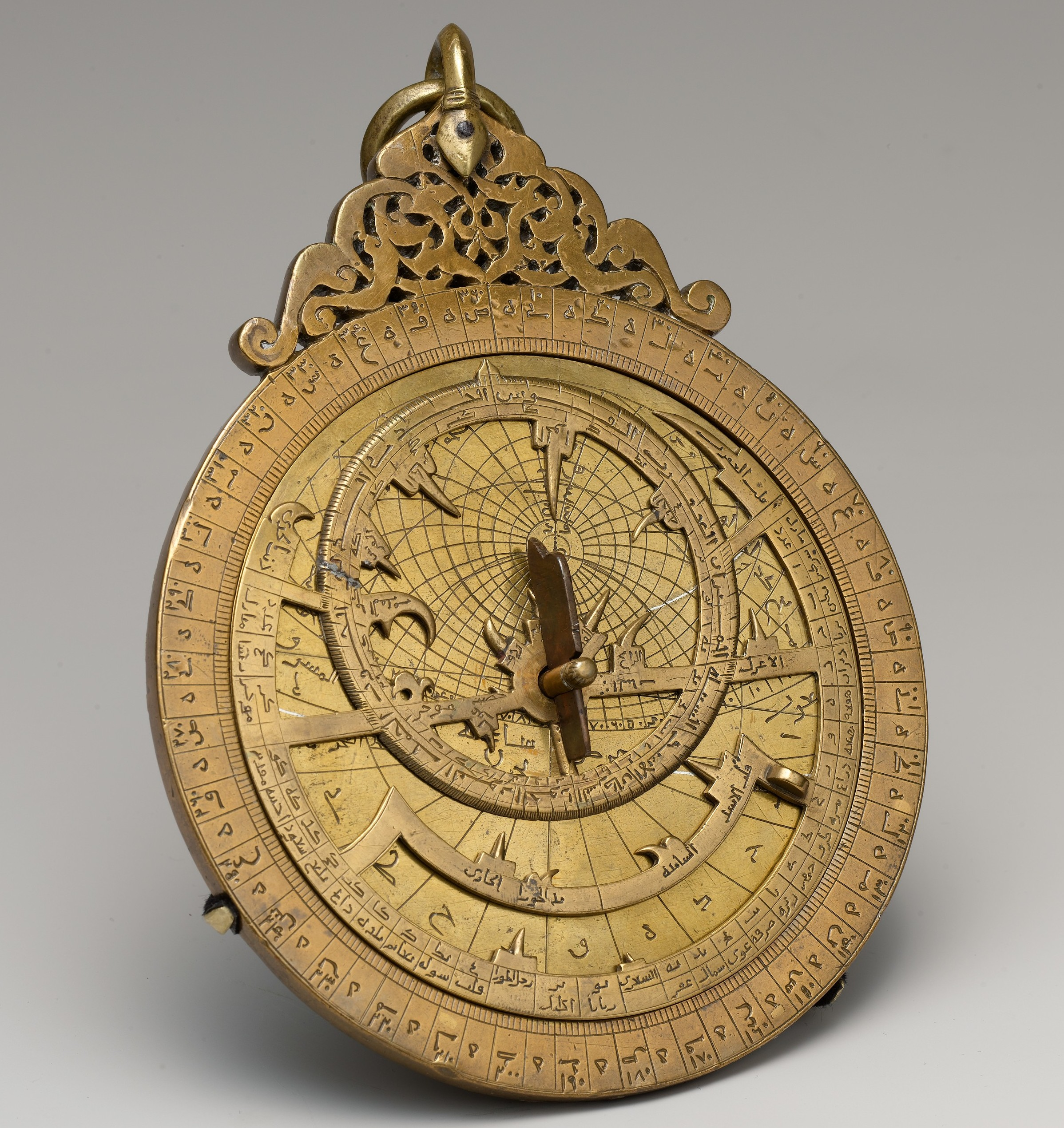
أسطرلاب مصنوع بيد الملك الأشرف عمر بن يوسف عام 1291.

- معاني الألباب في الأسطرلاب، إبراهيم فصيح الحيدري.
- العمل بالأسطرلاب المسطح، إبراهيم بن حبيب.
- العمل بالأسطرلاب، محمد بن موسي الخوارزمي.
- العمل بالأسطرلاب، أحمد بن عبد الله مروزي
- العمل بالأسطرلاب، علي بن عيسي منجم.
- العمل بالإسطرلاب، أبو الحسن بن عمر الشيرازي.
- برهان صنعه الأسطرلاب، محمد بن صباح وإبراهيم بن صباح.
- بهجة الطلاب في العمل بالأسطرلاب، الروداني.
- رسالة في عمل الأسطرلاب، محمد بن موسي بن شاكر.
- رسالة في العمل بالأسطرلاب، حامد بن علي واسطي.
- رسالة في الأسطرلاب، إبراهيم بن سنان.
- العمل بالأسطرلاب، عبد الرحمن الصوفي.
- رسالة في صنع الأسطرلاب والعمل به، مسلمة بن أحمد مجريطي.
- رسالة في عمل الأسطرلاب، أبو سعيد سجزي.
- رسالة في الأسطرلاب، كوشيار بن لبان.
- رسالة دوائر السماوات في الأسطرلاب ورسالة في الأسطرلاب، أبو نصر منصور بن عراق.
- رسالة في صنع الأسطرلاب بالطريق الصناعي
- مقالة في منازع أعمال الأسطرلاب
- كتاب في العمل بالأسطرلاب، لابن سمح.
- العمل بالأسطرلاب وذكر آلاته وأجزائه، لابن صفار.
- اختصار علم الأسطرلاب، لابن مشاط سرقسطي.
- رسالة في علم الأسطرلاب، البيروني.
- استيعاب الوجوه الممكنة في صنع الأسطرلاب.
- الدرر في سطح الأكر.
- المدخل إلي علم أحكام النجوم لأبو نصر قمي.
- إفراد المقال في أمر الظلال أبو الريحان البيروني.
- التفهيم لأوائل صناعة التنجيم
- روضة المنجمين شهمردان بن أبي الخير رازي
- جامع المبادئ والغايات في علم الميقات لأبو علي المراكشي.

## وصلات خارجية
- تعريف الأسطرلاب وأنواعه على موقع الألوكة
- Keith's Astrolabe, اسطرلاب ونسخة جافا عملية